# Toad the Wet Sprocket
Toad the Wet Sprocket é uma banda de rock alternativo formada em Santa Bárbara, Califórnia em 1986. A banda é composta pelo vocalista e guitarrista Glen Phillips, pelo guitarrista Todd Nichols, pelo baixista Dean Dinning e pelo baterista Randy Guss.

## História
A banda formou-se em 1986 na San Marcos High School em Santa Bárbara, Califórnia, quando o cantor e escritor Glen Phillips tinha apenas 14 anos e os outros membros eram mais velhos com 17 anos.
O nome da banda surgiu devido ao monólogo do ator Eric Idle "Rock Notes" que foi editado pelo Monty Python, Contractual Obligation Album de 1980, apesar do nome ter sido apresentado no programa de televisão britânico The Old Grey Whistle Test em 1975.
A primeira aparição da banda foi em Setembro de 1986, num concurso de talentos, tendo perdido o concurso. O primeiro álbum saiu em 1989, Bread & Circus lançado sob o selo da Columbia Records. Desse disco saíram os singles "Way Away" e "One Little Girl".
O segundo álbum de estúdio, foi editado em 1990, chamado de Pale, possuía uma sonoridade mais madura. A banda negociou com a gravadora para reeditarem Bread & Circus. Deste disco saíram os singles "Jam" e "Come Back Down", apesar disso o álbum não foi um sucesso, mas os singles receberam alguma atenção por parte das rádios.
Em 1991, a banda edita o seu terceiro álbum, Fear. Os singles editados foram "All I Want" e "Walk on the Ocean". O disco foi certificado Platina pela RIAA.
Em 1992, a banda viu a sua faixa "Little Heaven" incluída na banda sonora do filme Buffy the Vampire Slayer.
Em 1993, o ator Mike Myers participou no filme So I Married an Axe Murderer e que mais uma vez viu a sua faixa "Brother" na banda sonora. A faixa apareceu igualmente na compilação In Light Syrup e no álbum ao vivo, Welcome Home: Live at the Arlington Theatre, Santa Barbara 1992.
Em 1994, a banda lança Dulcinea. Deste disco saíram os singles "Fall Down," e "Something's Always Wrong". O disco foi certificado Ouro e depois Platina pela RIAA.
Uma compilação de b-sides e raridades, In Light Syrup, foi editado em 1995; incluía os singles "Good Intentions," que foi incluído na banda sonora da série de televisão Friends, bem como o single "Brother." O disco foi certificado Ouro em 2001.
Em 1997 a banda edita Coil. Era um disco com uma sonoridade mais rock e elétrica. Os singles foram "Come Down", "Crazy Life" e "Whatever I Fear."
Após o lançamento deste disco, a banda parou de gravar, fazendo alguns concertos. No dia 14 de Junho de 2008, a banda realiza um concerto na 27ª edição do Annual Alexandria Red Cross Waterfront Festival.

## Discografia

### Álbuns de estúdio
- 1989 - Bread & Circus
- 1990 – Pale
- 1991 – Fear
- 1994 – Dulcinea
- 1997 – Coil
- 2013 - New Constellation
- 2021 - Starting Now

### Compilações
- 1995 - In Light Syrup
- 1999 - P.S. (A Toad Retrospective)

### Ao vivo
- 2004 - Welcome Home: Live at the Arlington Theatre, Santa Barbara 1992

### EPs
- 1992 - Five Live
- 1994 - Acoustic Dance Party

## Videografia
- 1992 - Seven Songs Seldom Seen